# Szczygłów
Szczygłów (prononciation [ʂ̠tʂ̠ɨgwuf]) est un village de la commune de Biskupice, dans le district de Wieliczka, voïvodie de Petite-Pologne. 
Il se situe à 8 km à l'est de Wieliczka et à environ 20 km au sud-est de la métropole régionale de Cracovie.
Il est peuplé de 472 habitants sur 129,16 ha (1,29 km²).
Le prévôt de village (sołtys) est Mme Dorota Korta.